# Brochiraja
Brochiraja és un gènere de peixos de la família dels raids i de l'ordre dels raïformes.

## Taxonomia
- Brochiraja aenigma (Last & McEachran, 2006)[1]
- Brochiraja albilabiata (Last & McEachran, 2006)[2]
- Brochiraja asperula (Garrick & Paul, 1974)[3]
- Brochiraja leviveneta (Last & McEachran, 2006)[2]
- Brochiraja microspinifera (Last & McEachran, 2006)[2]
- Brochiraja spinifera (Garrick & Paul, 1974)[3][4][5][6][7][8]